# المياه في الوطن العربي
تعد منطقة الوطن العربي من أكثر المناطق ندرةً بالمياه، وذلك بسبب هيمنة المناخ الصحراوي على معظم أقاليمها، ويزداد الوضع سوءًا بسبب تأثير النزاعات والتغير المناخي والصعوبات الاقتصادية، مما جعل أزمة المياه تشكل تهديداً للاستقرار الإقليمي وللتنمية البشرية والنمو المستدام في المنطقة.
بحسب إحصائيات سنة 2011، بلغت حصة الفرد الواحد من المياه العذبة نحو 500 متر مكعب/سنة بعد أن كانت تقدر بحوالي 2000 متر مكعب/سنة في عام 1960. ومن المتوقع أن تستمر هذه الحصة بالتراجع بشكل سريع، لتصل إلى 250 متر مكعب/ للفرد/سنة بحلول عام 2050. يُطلق على المنطقة اسم "مثلث العطش"، حيث تحتوي على أقل من 7% من المخزون العالمي للمياه العذبة، وعلى أقل من 1% من المياه الجارية (المياه السطحية). أما كمية الأمطار المتساقطة في المنطقة فهي لا تتجاوز 2% من إجمالي الأمطار العالمية.
كما تعاني المنطقة من مشكلة توزيع المياه بين الدول، وهو ما يُعدّ من القضايا الشائكة. حيث أن نحو 60% من المياه الجارية في المنطقة مياه عابرة للحدود الدولية وتنبع من أماكن خارج الوطن العربي، مثل نهر النيل الذي ما زال مصدراً للخلاف بين دول المنبع (أثيوبيا، أوغندا، كينيا تنزانيا، رواندا، بوروندي، الكونغو الديمقراطية، أرتيريا) ودولتي المصب(مصر والسودان) إذ تم تعليق المفاوضات بين الجانبين عدة مرات حول تقسيم حصص المياه.
في مواجهة هذه الأزمة، تتعالى أصوات الخبراء والمنظمات المختصة في العديد من الملتقيات والمنتديات الإقليمية والدولية، مثل منتدى العالم العربي للبيئة والتنمية الذي انعقد في بيروت عام 2010. وقد دعت التوصيات الختامية للمنتدى الحكومات العربية إلى تنفيذ إصلاحات سياسية ومؤسساتية، بالإضافة إلى تبني سياسات قانونية تركز على التحول من ثقافة موجهة نحو تأمين الإمدادات المائية من خلال مشاريع باهظة الكلفة إلى ثقافة تدير الطلب على المياه عن طريق تحسين الكفاءة، وتقليل الهدر، وحماية الموارد من الاستخدامات المفرطة(الانتقال من البحث عن المياه وتجميعها إلى تدبير الموارد المائية).
وفيما يلي بعض أزمات المياه التي حدثت في الوطن العربي:
1. دجلة والفرات: بعد عام 2010، شهد نهرا دجلة والفرات جفافاً ملحوظاً ، بسبب إقامة تركيا وإيران سدين يعوقان تدفق المياه من الدولتين إلى العراق، مما أدى إلى جفاق كبير في نهري دجلة والفرات في العراق.
2. البحر الميت: شهد البحر الميت في السنوات الأخيرة أنخفاضاً ملحوظاً في منسوب المياه، حيث تعرض لجفاف كبير بعد سنوات قليلة، بسبب إقامة إسرائيل لمشاريع مائية في صحراء النقب، بالإضافة إلى التعاون بين الأردن وإسرائيل في إقامة مصانع لاستخراج الملح من البحر الميت.
3. نهر النيل: تتزايد التهديدات بجفاف نهر النيل نتيجة بناء إثيوبيا لسد النهضة، مما يثير قلق دول المصب (مصر والسودان) حول حصتيهما في المياه.

## أنواع الأنهار وأسمائها والدول المارة فيها
1. الأنهار الطويلة: وهي النيل ودجلة والفرات

1. الأنهار القصيرة: وتضم معظم أنهار بلاد الشام وأنهار المغرب العربي وأنهار الصومال وأرتيريا.
2. الأنهار الداخلية: وأهمها نهر الأردن ونهر بردى.

### نهر النيل
هو أغزر أنهار الوطن العربي تدفقاً وأطولها وأكبرها حوضاً. تقع منابع النيل الرئيسية في المنطقة الاستوائية المدارية في هضبة البحيرات الاستوائية وهضبة الحبشة وتعد بحيرة فكتوريا الخزان الكبير الذي يستمد النيل منه مياهه حيث تقع في هضبة البحيرات وتتدفق منها مكونة ما يعرف ببحر الجبل نحو السودان ثم يلتقي هذا المجرى الرئيسي بعدّة روافد هي بحر العرب وبحر الغزال ونهر السوباط حيث يكون مجراه متّسعاً كأنه بحيرة مستطيلة حتى أنه يُطلق عليه اسم بحيرة نو.
وعند الخرطوم يلتقي هذا المجرى الرئيس الذي يعرف بالنيل الأبيض (لصفاء مياهه) برافد آخر ينحدر إليه من هضبة الحبشة حيث تغذيه بحيرة تانا ويعرف باسم النيل الأزرق لأنه يحمل كمية كبيرة من الأتربة البركانية ذات اللون الداكن. والأراضي المحصورة بين هذين النيلين (النهرين) تسمى أرض الجزيرة حيث أُقيمت مشاريع الري مثل سد سنار. وإلى الشمال من الخرطوم (عاصمة السودان) يدخل النيل عبر صحراء النوبة ولا يصب فيه إلّا رافد واحد هو نهر عطبرة الذي ينبع أيضًا من هضبة الحبشة. ويشق النيل مجراه عبر هذه الصحراء بواد ضيق عميق في الصخور الرملية ولا يبدأ واديه بالاتساع إلا عند أسوان حيث يبلغ عرضه 2 كم وقرب هذه المدينة تم بناء سد إروائي ضخم هو السد العالي حيث تكونت بحيرة اصطناعية أمام السد تعرف ببحيرة ناصر يستفاد منها لتنظيم مجرى مياه النيل وتوليد القوة الكهربائية الرخيصة.
يدخل النيل دلتاه شمال القاهرة حيث يتفرع عند القناطر الخيرية إلى فرعين رئيسيين هما دمياط ورشيد اللذان يصبان في البحر المتوسط وبذلك يبلغ طول النيل 6700 كم وبذلك يعد من أطول أنهار العالم.

### نهر الفرات
ينبع نهر الفرات من هضبة أرمينيا ويتكوَّن عند منابعه من نهرين هما فرات صو و مراد صو يلتقيان ويؤلفان النهر الذي يجتاز جبال طوروس ويدخل الحدود السورية الحالية عن مدينة جرابلس السورية. أُنشئ عند الطَّبقة سد الفرات،  يرفده في سوريا الساجور والبليخ والخابور، ويدخل العراق بعد البوكمال، وبالقرب من منطقة الهندية أُقيم سد لتوزيع مياه النهر في فرعين هما «شط الحلة» و «شط الهندية»، يدخل بعدهما هور الحمَّار الذي تكوَّن من مياه النهر نتيجة استواء الأرض. يلتقي نهر الفرات بنهر دجلة عند كرمة علي شمال البصرة حيث يكوَّنان شط العرب، يبلغ طول نهر الفرات 2800 كيلومتر، منها 1000كيلومتر في تركيا، 600 كيلومتر في سوريا و 1200 كيلومتر في العراق.

### نهر دجـلة
ينبع نهر دجلة من بحيرة كولجك. وفي اتجاهه نحو الجنوب تصب فيه ثمانية روافد. حيث تجهزه الجبال المحيطة ببحيرة كولجك بمورد كبير من المياه، وبعد أن يمر بديار بكر تصب فيه ثلاثة روافد رئيسية في جانبه الأيسر أهمها: رافده بطمان صو ثم يدخل العراق.عند قرية فيشخابور بعد أن قطع مسافة قدرها 485 كيلومتر منها 435 كلم في تركيا و 50 كلم مشتركة ما بين سوريا وتركيا ويكون واديه عميقا ووعرا في هذه المنطقة. وإذا كان الفرات يكاد يكون محروما من الروافد عند جريانه في العراق، فإن دجلة يتلقى مياه خمسة روافد ضمن أراض العراق
وهي:
1- الخابور
2- الزاب الأعلى (الكبير)
3- الزاب الأسفل (الصغير)
4- العظيم
5- ديالى
وقد أقيمت عدد من السدود في الموصل وسامراء، حيث السد الذي أقيم في سامراء كان لتحويل مياه الفيضان نحو بحيرة الثرثار لخزنه وتحويل قسم منه إلى نهر الفرات، عبر قناة طولها 38 كم ثم يدخل النهر السهل الرسوبي عند مدينة (بلد) إذ يلتقي بالقرب منها برافده العظيم وقد أقام العباسيون مشاريع الري الكبيرة عليه كالإسحاقي والنهروان. وعند جنوب بغداد يلتقي برافده ديالي.
وعند مدينة الكوت بنيت على دجلة سد الكوت التي توزع مياهه ما بين الغراف والدجيلة من جهة ومجراه الرئيس من جهة أخرى وعند منطقة العمارة يتفرع نهر دجلة إلى عدة تفرعات هي: البتيرة والمجر الكبير والمشرح والكحلاء ثم يلتقي بالفرات عند منطقة (كرمة علي).ويبلغ طول دجلة من منبعه إلى مصبه 1900 كم منها 1415 كم داخل العراق.
أما شط العرب فيبلغ طوله نحو 180 كم ويتراوح عرضه ما بين كيلو متر الى اثنين كيلو متر. ويصب فيه نهر الدجيل الذي يجري في منطقة الأحواز، ويبلغ المعدل السنوي لتصريف دجلة والفرات 73 ملياراً من الأمتار المكعبة يبلغ نصيب دجلة منها 44 مليار متر مربع سنوياً بينما يكون نصيب الفرات 29 مليار متر مربع. وهكذا فإن دجلة أقصر طولاً ولكنه أغزر وأسرع جرياناً.

## أنهار بلاد الشام
تجري في بلاد الشام عدة أنهار منها الصغيرة سريعة الجريان التي تنبع من سفوح الجبال المطلة على البحر المتوسط وما تلبث أن تصب فيه ومن أمثلتها النهر الكبير الشمالي الذي لا يزيد طوله عن 56 كم والنهر الكبير الجنوبي ونهر إبراهيم ونهر العوجا وهنا أنهار أخرى تنبع من المرتفعات والهضاب الداخلية وتصب في البحر المتوسط
وأهمها: نهر الليطاني، ونهر العاصي

### نهر الليطاني
ينبع نهر الليطاني من هضبة بعلبك وجبال لبنان الشرقية وبعد أن تجتمع عدة روافد يتجه النهر نحو سهل البقاع الذي يمتد بين جبال لبنان الشرقية والغربية ويصب في البحر المتوسط شمال صور بحوالي 10 كم.

### نهر العاصي
ينبع نهر العاصي من هضبة بعلبك ثم ترفده مياه عين زرقاء ثم يدخل بحيرة قطينة وبعد خروجه منها يمر بعدة جنادل ثم يجري بواد عميق عبر هضبة حماة الكلسية ثم يجري في منخفض الغاب الواقع بين جبال العلويين والزاوية. ثم يجري بعد ذلك ما بين جبل الأقرع وجبل موسى، ثم يلتقي بمياه بحيرة العمق. ونظرا لكثرة استغلال مياه نهر العاصي بمشاريع الري يجف وينقطع عن مصبه قرب أنطاكية. وتشترك أنهار بلاد الشام بأنها تفيض في الربيع وتكاد تجف وتنقطع مياهها في الصيف.

## أودية المغرب العربي
توجد في المغرب العربي أودلة عديدة تنبع من جبال الأطلس وتجري بأطوال مختلفة إلى حيث تصب في البحر المتوسط والمحيط الأطلسي ويمكن تقسيمها حسب مصبّاتها إلى مجموعتين:
1- الأودية التي تصب في البحر المتوسط: وهي واد المجردة في تونس وواد الشليف في الجزائر وواد الملوية في المغرب.
2- الأودية التي تصب في المحيط الأطلسي: وجميعها في المغرب ومنها واد سبو وواد أم الربيع وواد السوس.
الأودية التي تصب في البحر المتوسط:
1- نهر المجردة:
ينبع نهر المجردة من تونس، بالقرب من سبتة، ويعد من أهم الأنهار التونسية كما أنه المدخل الرئيس الذي يخترق جبال التل التونسية نحو الداخل ويتميز عن بقية أنهار المغرب عامة بدلتاه التي كوّنها، والتي تبلغ مساحتها نحو 75000 هكتار، وقد أقيمت عدة سدود ري على هذا النهر من أجل استغلال مياهه فاستغلت بذلك مناطق المستنقعات عند مصبه فأصبحت من أغنى مناطق الإنتاج الزراعي في تونس، كما وفرت تلك السدود المياه للعاصمة تونس.
2- نهر الشليف:
يعد أطول أنهار الجزائر، وينبع من الأطلس الصحراوي وحين يجتاز منطقة الهضاب (أو الشطوط) يكون مجراه فيها عبارة عن سلسلة متقطعة من المستنقعات، ثم يجري بواد يخترق جبال أطلس التل ثم يجري بمنخفض يوازي البحر المتوسط لمسافة 230 كم قبل أن يصب فيه.
3- واد الملوية:
ينبع واد الملوية من الأطلس المتوسط ويسير في حوض منخفض مكوناً سهلاً من أخصب سهول المغرب، ويكون سيره بطيئاً في هذا السهل لذلك تنتشر حوله المستنقعات العديدة التي يغذيها الواد وروافده. ثم يصب بعد ذلك في البحر المتوسط.
الأودية التي تصب في المحيط الأطلسي في المغرب العربي
من أشهر تلك الأودية
1- واد سبو: الذي تقع منابعه في الأطلس المتوسط ، و الريف . وهو أهم أودية المغرب لأن مياهه دائمة الجريان وتقع بالقرب منه مدينة فاس و يصب بالبحر الأبيض المتوسط بالقرب من مدينة القنيطرة و من أهم روافده وادي ورغة الذي شيد عليه سد الوحدة الذي يصنف أكبر سد في المغرب طاقته الاستيعابية حوالي 3.4 مليار متر مكعب .
2- ومن الأودية الأخرى: أبو رقراق وواد أم الربيع اللذان ينبعان من الهضبة المراكشية والأطلس المتوسط ويصبان في المحيط الأطلسي وواد تنفست الذي تقع عليه مدينة مراكش وواد سوس الذي تقع عليه مدينة أغادير عند مصبه.
وتتشابه أودية المغرب العربي مع أنهار بلاد الشام بأن فيضاناتها في فصل الربيع وتقل مياهها صيفا بحسب سقوط الأمطار وذوبان الثلوج.
الأنهار الداخلية
1- نهر الأردن
تقع منابعه في جبل الشيخ، ويصب في البحر الميت الذي ينخفض مستواه 392 متحت مستوى سطح البحر. ويتكون من التقاء عدد من الروافد هي الحصباني وبانياس، وبعدها يجري النهر بين هضبة الجولان ومرتفعات الجليل في واد كثير الأهوار، تشغل قاعه بحيرة الحولة، ينحدر النهر إلى منخفض آخر تمثله بحيرة طبرية، وبعد خروجه منها وعلى مسافة عشرة كيلو مترات يلتقي بنهر اليرموك الذي يجمع مياهه من هضبتي حوران والجولان .
ثم يدخل واديا انكساريا في منطقة تسمى بمنطقة الأغوار وبعدها يصب في البحر الميت وبذلك يبلغ طوله من بحيرة طبرية حتى مصبه 330 كم . أما البحر الميت الذي يصب فيه فهو منخفض انكساري ويبلغ مستواه الراهن 392 متحت سطح البحر ولا تعيش الأحياء المائية في البحر الميت بسبب شدة تركز الملوحة في مياهه ومن أهم تلك الأملاح الصوديوم والبوتاسيوم والمغنيسيوم والبروم .
2-نهر بردى
ينبع نهر بردى من المرتفعات الشرقية ويتجه نحو الداخل والذي تقع عليه مدينة دمشق، والذي تنتهي مياهه إلى بحيرة داخلية صغيرة تسمى بحيرة العُتيبة، ولا يزيد طوله على 71 كم .

## تحديات مشكلة قلة المياه في العالم العربي
```
يكتسب موضوع المياه أهمية خاصة في 
الوطن العربي
 بالنظر لمحدودية المتاح منها كمياه الشرب وطبقاً للمؤشر الذي يفضي إلى أن أي بلد يقل فيه متوسط نصيب الفرد فيه من المياه سنوياً عن 1000- 2000 متر مكعب يعتبر بلداً يعاني من ندرة مائية، وبناءً على ذلك فإن 13 بلداً عربياً تقع ضمن فئة البلدان ذات الندرة المائية. وهذه الندرة في المياه تتفاقم باستمرار بسبب زيادة معدلات النمو السكاني العالية. ويوضح تقرير البنك الدولي لسنة 1993 إن متوسط نصيب الفرد السنوي من الموارد المائية المتجددة والقابلة للتجدد في الوطـن العربي (مع استبعاد مخزون المياه الكامنة في باطن الأرض) سيصل إلى 667 مترا مكعبا في سنة 2025 بعدما كان 3430 مترا مكعبا في سنة 1960، أي بانخفاض بنسبة 80%. أما معدل موارد المياه المتجددة سنوياً في المنطقة العربية فيبلغ حوالي 350 مليار متر مكعب، وتغطي نسبة 35% منها عن طريق تدفقات الأنهار القادمة من خارج المنطقة، إذ يأتي عن طريق نهر النيل 56 مليار متر مكعب، وعن طريق نهر الفرات 25 مليار متر مكعب، وعن طريق نهر دجلة وفروعه 38 مليار متر مكعب. وتحصل الزراعة المروية على نصيب الأسد من موارد المياه في العالم العربي، حيث تستحوذ في المتوسط على 88%، مقابل 6.9% للاستخدام المنزلي، و5.1% للقطاع الصناعي. وقد حدد معهد الموارد العالمية منطقة الشرق الأوسط بالمنطقة التي بلغ فيها عجز المياه درجة الأزمة، وأصبحت قضية سياسية بارزة، خاصة على امتداد أحواض الأنهار الدولية. وقد غدا موضوع المياه مرشحاً لإشعال الحروب في منطقة الشرق الأوسط وفقاً لتحليل دوائر سياسية عالمية، خاصة أن أغلب الأقطار العربية لا تملك السيطرة الكاملة على منابع مياهها. فأثيوبيا وتركيا وغينيا وإيران والسنغال وكينيا وأوغندا وربما زائير أيضاً هي بلدان تتحكم بحوالي 60% من منابع الموارد المائية للوطن العربي. ويدور الحديث الآن حول ارتباط السلام في الشرق الأوسط بالمياه بعد اغتصاب إسرائيل لمعظم نصيب دول الطوق العربي من المياه. كما أن بعض الدول أخذت تتبنى اقتراحاً خطيراً للغاية يتمثل في محاولات إقناع المجتمع الدولـي بتطبيق اقتراح تسعير المياه، وبالتالي بيع المياه الدولية. ويقع على رأس هذه الدول تركيا وإسرائيل. والأخطر من ذلك تبني بعض المنظمات الدولية (كالبنك الدولي ومنظمة الفاو) لتلك الاقتراحات، متناسين حقيقة الارتباط الوثيق بين الأمن المائي والأمن الغذائي من جهة، والأمن القومي العربي من جهة أخرى. وفي كلمة الأمين العام للجامعة العربية الدكتور عصمت عبد المجيد في مؤتمر الأمن المائي في القاهرة جاء: «إن قضية المياه في الوطن العربي تكتسب أهمية خاصة نظراً لطبيعة الموقع الاستراتيجي للامة العربية، حيث تقع منابع حوالي 60% من الموارد المائية خارج الأراضي العربية، مما يجعلها خاضعة لسيطرة دول غير عربية، وما يزيد الأمر تعقيداً يكمن فيما يعانيه الوطن العربي من فقر مائي يصل في وقت قريب إلى حد الخطر مع تزايد الكثافة السكانية وعمليات التنمية المتواصلة».
```

ثلاثة تحديات على العرب مواجهتها لحل مشكلة المياه وهي:
أولاً:
قضية مياه نهري دجلة والفرات وكيفية حل ما هو قائم حالياً بين تركيا وسوريا والعراق من جهة، وبين كل من سوريا والعراق من جهة أخرى.
ثانياً:
مطامع إسرائيل التي اتهمها باستخدام المياه كعنصر أساسي في الصراع العربي الإسرائيلي، حيث تشكل المياه أحد أهم عناصر الاستراتيجية الإسرائيلية سياسياً وعسكرياً وذلك لارتباطها بخططها التوسعية والاستيطانية في الأراضي العربية. وتشمل تلك الأطماع في الموارد المائية العربية نهر الأردن وروافده ونهر اليرموك وينابيع المياه في الجولان وأنهار الليطاني والحاصباني والوزاني في لبنان. إضافة إلى سرقة إسرائيل للمياه الجوفية في الضفة الغربية وقطاع غزة لمصلحة مستوطناتها الاستعمارية.
ثالثاً:
كيفية مواجهة مخاطر الشح المتزايد في مصادر المياه العربية والمترافقة مع التزايد السكاني والتي تتطلب مواجهتها بذل الجهود العربية المشتركة سياسياً واقتصادياً وعلمياً، من أجل تحديد الأولويات في توزيع الموارد المائية وترشيد استثمارها، بالإضافة إلى تنمية الوعي البيئي لمخاطر التلوث، وتطوير التقنيات المستخدمة والاعتماد على الأساليب التكنولوجية الحديثة في الري ومعالجة التصحر ومشروعات تكرير وتحلية المياه التي سوف تشهد المرحلة المقبلة تزايداً على استخدامها واستثمارها.
ثم جدد الدكتور عبد المجيد الدعوة لعقد «قمة عربية بشأن المياه لدراسة جميع الجوانب المتعلقة بالأمن المائي العربي».
وإذا كان الواقـع المائي صعباً في الوطن العربي حيث لا يتجاوز نصيبه من الإجمالي العالمي للأمطار 1.5% في المتوسط بينما تتعدى مساحته 10% من إجمالي يابسة العالم، فإن واقع الحال في المشرق العربي يبدو أكثر تعقيداً، إذ لا يتعدى نصيبه 0.2 % من مجمل المياه المتاحة في العالم العربي، في الوقت الذي ترتفع فيه معدلات الاستهلاك بشكل كبير. فخلال الفترة 1980-1990 تضاعف الطلـب على المياه لأغراض الزراعة في دول مجلس التعاون ثماني مرات، رغبة منها في تحقيق الاكتفاء الذاتي بالنسبة لبعض المواد الغذائية، كما ازداد الاستهلاك المنزلي بمقدار ثلاثة أمثاله، خلال نفس الفترة، بسبب تحسن مستوى المعيشة. وأهمية موضوع المياه محلياً، بل وإقليمياً، تكمن في الواقع في صـلاته المباشرة بجهود التنمية بوجه عام، وبصلاته الوثيقة بالقطاع الزراعي بوجه خاص، والواقع أن سياسات الدعم الحكومي للقطاع الزراعي تعتبر أحد أبرز الأسباب المؤدية إلى مشاكل استنزاف الميـاه الجوفية. إلا إن تلك الصلات لا تتوقف عند ذلك الحد، بل تمتد لتطال موضوعات عدة، ربما انطوى كل منها على تحد، كالبيئة والموارد الطبيعية وحتى عجز الميزانية العامة للدولة.
وفي دراسة عن مستقبل المياه في المنطقة العربية توقعت المنظمة العربية للتربية والثقافة والعلوم والمركز العربي لدراسات المناطق الجافة والأراضي القاحلة، ظهور عجز مائي في المنطقة يقدر بحوالي 261 بليون م3 عام 2030، فقد قدرت الدراسة الأمطار التي هطلت في الدول العربية بنحو 2238 بليون م3 يهطل منها 1488 بليون م3 بمعدل 300 ملم على مناطق تشكل 20% من مساحة الوطن العربي ونحو 406 بلايين م3 تهطل على مناطق أكثر جفافاً يتراوح معدل أمطارها بين 100 و 300 ملم بينما لا يتجاوز هذا المعدل 100 ملم في المناطق الأخرى. وأوضحت الدراسة التي نـاقشها وزراء الزراعة والمياه العرب أن الوطن العربي يملك مخزوناً ضخماً من الموارد المائية غير المتجددة يعتبر احتياطاً استراتيجياً ويستثمر منه حالياً حوالي 5%. وتقدر كمية المياه المعالجة والمحلّاة بنحو 10.9 بلايين م3 سنوياً منها 4.5 بلايين م3 مياه محلاة و6.4 بلايين م3 مياه صرف صحي وزراعي وصناعي. أما بالنسبة للحاجات المائية المستقبلية فهي مرتبطة بمعدلات الزيادة السكانية في العالم العربي التي أصبحت بين الأعلى في العالم. فمن المتوقع أن تصل إلى 735 مليون نسمة عام 2030 مقابل 221 مليون نسمة عام 1991. ولتضييق الفجوة القائمة بين الموارد المائية المتاحة والحاجات المستقبلية، اقترحت الدراسة محورين للحل: يتمثل الأول في تنمية مصادر مائية جديدة واستثمار مصادر مائية جوفية ممثلة في أحواض دول عدة. أما الحل الثاني فيتمثل في ترشيد استخدامات المياه وحمايتها .
ومن ذلك يتضح أن على الدول العربية أن تعطي موضوع تنمية الموارد المائية والمحافظة عليها الأولوية القصوى عند وضـع استراتيجيتها الأمنيـة، ويجب أن يكون موضوع «الأمن المائي» على رأس قائمة الأولويات، وذلك بسبب قلة الموارد المائية التقليدية، مما يستدعي العمل الجاد على المحافظة على هذه الموارد ومحاولة تنميتـها وكذلك إيجاد موارد مائية جديدة. وخصوصاً أن معظم منابع الأنهار بِيد دول غير عربية مما لا يعطيـها صفة المورد الآمن، كما أن المياه الجوفية، في أغلب الدول العربية، محدودة ومعظمها غيـر متجدد (ناضب) لعدم توفر موارد طبيعية متجددة كالأمطار تقوم على تغذية هذه المكامن وتزيد من مواردها. لذلك يجب أن ينصب اهتمام القائمين على إدارة الموارد المائية على المحافظة على موارد المياه الجوفية وزيادة كمياتها، بل وتحسين نوعيتها واعتبارها مخزونا استراتيجيا في مكامن آمنة. وقد لخص الدكتور سامر مخيمر البدائل المطروحة لتجاوز الفجوة المائية الحالية ما بين العرض والطلب (الموارد المائية المتاحة والاحتياجات الفعلية للاستهلاك) في المنطقة العربية فيما يلي:
1- ترشيد استهلاك الموارد المائية المتاحة.
2- تنمية الموارد المائية المتاحة.
3- إضافة موارد مائية جديدة.
فبالنسبة إلى ترشيد الاستهلاك هناك عدة أساليب يمكن إتباعها مثل: رفع كفاءة وصيانة وتطوير شبكات نقل وتوزيع المياه، تطوير نظم الري، رفع كفاءة الري الحقلي، تغيير التركيب المحصولي وكذلك استنباط سلالات وأصناف جديدة من المحاصيل تستهلك كميات أقل من المياه، وتتحمل درجات أعلى من الملوحة.
أما بالنسبة إلى تنمية الموارد المائية المتاحة، فهناك عدة جوانب يجب الاهتمام بها مثل: مشروعات السدود والخزانات وتقليل المفقود من المياه عن طريق التبخر من أسطح الخزانات ومجاري المياه وكذلك التسريب من شبكات نقل المياه.
أما بخصوص إضافة موارد مائية جديدة، وهو الموضوع الأهم من وجهة نظرنا وخصوصاً لدول الخليج العربية، فيمكن تحقيقه من خلال محورين:
أولاً:
```
إضافة موارد مائية تقليديـة مثل المياه السطحية والمياه الجوفية، حيث أن هناك أفكارا طموحة في هذا المجال مثل جر جبال جليديـة من المناطق القطبية وإذابتها وتخزينها، ونقل الفائض المائي من بلد إلى آخر عن طريق مد خطوط أنابيب ضخمة وكذلك إجراء دراسات واستكشافات لفترات طويلة لإيجاد خزانات مياه جوفية جديـدة. ولكن جميع هذه الأفكار هي في الواقع أفكار مكلفة للغاية وتحتاج إلى وقت طويل لتطبيقها عملياً بالإضافة إلى أنها لا يمكن الاعتماد عليها كمصدر أمن للمياه.
```

ثانياً:
```
إضافة موارد مائية غير تقليدية (اصطناعية) ويمكن تحقيق ذلك عن طريق استغلال موردين مهمين هما مياه الصرف الصحي ومياه التحلية. ولعل هذا الموضوع هو من أهم المواضيع التي يجب على الدول الفقيرة بالموارد المائية الطبيعية، ومنها 
دول الخليج العربية
، الاهتمام بها والتركيز عليها كمصدر أساسي ومتجدد (غير ناضب) للميـاه. فمياه الصرف، سواءً الصناعي أو الزراعي أو الصحي، يمكن معالجتها بتقنيات حديثة وإعادة استخدامها في ري الأراضي الزراعية وفي الصناعة وحتى للاستخـدام الآدمي (تحت شروط وضوابط معينة) بدلاً من تصريفها دون معالجة إلى المسطحات المائية مما يتسبب في مشاكل بيئية خطيرة تؤدي إلى هدر مصدر مهم من مصادر الثروة المائية. ولعل تزايد اهتمام الدول الغنية بالموارد المائية، مثل الدول الأوروبية وأميركا، والمتمثل في المبـالغ الطائلة التي تنفق سنويـاً بهدف تحسين تقنيات معالجة هذه المياه وإعادة استخدامها لهو الدليل القاطع على أهمية هذا المورد وعلى ضرورة اهتمام الدول الفقيرة به والعمل على توفيره كمصدر إضافي للموارد المائية.
```

أما بالنسبة لمياه التحلية، فمّما لا شك فيه أن معظم الدول العربية هي دول ساحلية مما يعطيها ميزة وجود مصدر للمياه بكميات لا حدود لها يمكن تحليتها والاعتماد عليها كمورد إضافي، بل في بعض الدول مثل الدول الخليجية كمصـدر أساسي للمياه. فعلى سبيل المثال تمثل مياه البحر المحلاة أكثر من 75% من المياه المستخدمة في دول الخليج العربية بينما ترتفع النسبة إلى 95% في دولة الكويت.
وتمتاز موارد مياه التحلية عن الموارد الطبيعية بالتالي:
- أصبح بالإمكان اعتبارها مورداً مائياً يعتمد عليه لتوفير المياه العذبة كما هو متبع الآن في منطقة الخليج.
- يمكن إقامتها في مواقع قريبة من مواقع الاستهلاك مما يؤدي إلى توفير إنشاء خطوط نقل مكلفة جداً.
- يمكن اعتبارها ضماناً أكيدا لتلافي نقص الموارد المائية، بغض النظر عن واقع الدورة الهيدرولوجية وتقلباتها.
- تحتاج إلى تكلفة رأسماليـة منخفضة لكل وحدة سعة مقارنة بتكلفة إقامة وتشغيل منشآت تقليدية مثل السدود، ولكنها تحتاج إلى تكلفة تشغيلية أعلى بكثير.
- تتألف من معدات ميكانيكية، ولذلك فمـن المتوقع أن يستمر تطوير كفاءتها واقتصادياتها.
- لها القدرة على معالجة وتحويل مياه البحر والمياه المالحة الأخرى إلى مياه ذات نوعية ممتازة صالحة للشرب، ولذلك فهي تخلو من عوائق سياسية أو اجتماعية أو قانونية كتلك العوائق التي تتعلق باستغلال الموارد الطبيعية المشتركة مثل الأنهار.
- متوفرة بأحجام متنوعـة وتقنيات مختلفة بحيث يمكن استخدام المناسب منها للغرض المطلوب لتلبية احتياجات المياه.
- مناسبة أكثر لعمليات تنظيم تمويل مشاريعها مقارنة بعمليات تمويل المشاريع المائية التقليدية.
- فترة إنشائها أقصر بكثير من فترة إقامة خطوط نقل مياه من مناطق نائية.

لذا فإن على القائمين على تخطيط الموارد المائية في كافة أنحاء العالم أن يأخذوا موارد مياه التحلية في اعتبارهم لتؤدي الأغراض التالية:
- مصدر مائي متكامل قائم بذاته ويمكن استخدامه كذلك كمصدر مياه عذبة إضافي لتكملة موارد المياه التقليدية.
- مورد أساسي للاعتماد عليه في حالات الطوارئ خاصة في مواسم الجفاف وعدم توفر مياه كافية.
- مورد بديل لنقل المياه عبر مسافات طويلة.
- تقنية يعتمد عليها لتحسين ودعم نوعية المياه المتوفرة.
- مصدر مائي لنوعية مياه مناسبة جداً لتطبيقات صناعية وغيرها من الأغراض.
- تقنية مناسبة لمعالجة وإعادة استخدام مياه الصرف الصحي وإزالة جميع الملوثات ومسببات الأمراض.

ومن لغط القول الحديث بأن تحلية المياه مكلفة أو مكلفة جداً دون الأخذ بالاعتبار الأوضاع السياسية والجغرافية واقتصاديات موارد المياه البديلة. فعلى سبيل المثال فإن العديد من الدول تفضل أن يتوفر لديها موارد مائية ذاتية تفي بكافة احتياجاتها مهما كان الثمن. وقد طرحت أفكار عديدة لنقل المياه بواسطة الأنابيب وعبر أقطار متعددة، ولكن لم يطبق أي منها لاعتبارات اقتصادية أو سياسية- جغرافيـة. وقد أظهرت دراسة أُعدت من قبل مفوضية الطاقة النووية في فيينا عام 1992 بأن تكلفة نقل المياه بواسطة ناقلات النفط من أوروبا إلى تونس تزيد على دولار أميركي واحد لكل متر مكعب، كما أظهرت نفس الدراسة بأن تكلفة نقل المياه بواسطة الأنابيب لمسافة تزيد عن 300 كم أعلى من تكلفة إنتاجها بواسطة طرق التحلية.
وفي المناطق التي تعاني من نقص شديد في المياه العذبة، تعتبر هذه السلعة ثمينة جداً وذات أهمية استراتيجية، وقد اكتسبت صفة السلعة الاستراتيجية لكونها ذات أهمية حيوية وسلعة نادرة، حالها في ذلك حال السلع الاستراتيجية الأخرى التي تتصف بالندرة والحاجة الحيوية لها مثل النفط وبعض المعادن الثمينة. والسلع الاستراتيجية المذكورة تتصف بخواص مشتركة أهمها:
1- الحاجة إلى توفيرها وتخزينها.
2- الحاجة إلى أعمال بحث وتطوير لتقليل استخدامها والمحافظة عليها ومعالجتها وإعادة استخدامها.
3- البحث عن موارد لبدائلها.
ومن هذا المنطلق، فإن على أصحاب القرار أن يأخذوا باعتبارهم مورد تحلية المياه كبديل جديد، وعليهم أن يقوموا بتقييم البدائل بما فيها التحلية، وأن يضعوا توصياتهم بناء على تحليل فني واقتصادي وجغرافي وسياسي يجعل من السهل على صاحب القرار اختيار البديل المناسب للتزود بالمياه العذبة مشمولاً بأقل التكاليف وأضمن الوسائل وأفضلها من وجهة نظر سياسية - جغرافية. شكّلت المياه في مسيرة الإنسانية عاملاً مهماً في ظهور الحضارات وتقدمها، لما يشكله الماء من حالة استقطاب للأفراد وللجماعات مهدت لإقامة المجتمع وإرساء أسسه وإيجاد اللبنة الأولى لقيامه من خلال إقامة التجمعات السكانية بالقرب من الموارد المائية الطبيعية، ولم تتوقف حاجة الإنسان للمياه عند حدود الاستخدام الشخصي بما يمثله من حجر الزاوية مع الهواء في بقاء الحياة ولا عند أهمية الاستقطاب والتجمع، بل تعدته لتشمل كل مجالات الحياة في النقل والزراعة والصناعة وتربية الحيوانات وغيرها وبقدر ما تشكله المياه من نقاط التقاء وتواصل بين المجتمعات والحضارات، كانت هناك أيضاً حواجز طبيعية حافظت على بناء الحضارة لمجتمعات عديدة من تأثير العوامل الخارجية المدمرة أو منعت وجمدت مجتمعات أخرى بدائية. الحضارات العظيمة التي قامت في العراق ومصر مثلاً على مرّ التاريخ الطويل لهذين البلدين، سعى الإنسان فيهما بإرادته القوية إلى توظيف العناصر والظروف الموضوعية، حيث حباهما الخالق بالأساسيات المتمثلة بالأرض والماء والمناخ فانتقلت من حالتها السلبية إلى حالة إيجابية أي إلى حضارة. ومعروف أن المياه تغطي أكثر من ثلاثة أرباع الكرة الأرضية لكن بالرغم من كل ذلك فإن الصالح منها للاستخدام يبقى قليلاً مع تزايد الحاجة إليه ويقدر الحجم الكلي للماء بحوالي 1360 متراً مكعباً، 97% من هذا الحجم موجود في البحار و 2% مجمد في الطبقات الجليدية وبذلك فلم يبق غير 1% موزع على الأنهار والمسطحات المائية الداخلية غير المالحة والتي يحتاجها الإنسان في تلبية حاجاته إلى الشرب والري وإلى كثير من الصناعات. وهذا يسوقنا إلى موضوع ارتباط نشوء الحضارات بالموارد المائية وإلى الحديث عن البقعة الجغرافية المسماة (عراق) كمثال لذلك الارتباط والتي تعني في العربية كلمة (الشاطئ) حيث أنها كانت تشكل منطقة جذب للعديد من الأقوام الذين سكنوها وشادوا فيها أرقى الحضارات نظراً لما تتمتع به من وفرة في المياه وخصوبة في الأرض يشار إليها بالبنان وأدّى إلى تسميتها بأرض السواد حيث أشارت الكتابات المسمارية القديمة إلى تلك الجهود الكبيرة التي بذلها العراقيون القدماء في إقامة السدود وكذلك شق القنوات والأنهر وذلك لدرئ خطر الفيضانات وزراعة أكبر قدر من المساحات الممكنة من الأرض حتى غدت هذه الأرض من أغنى دول المنطقة زراعياً وبذلك ولد قانون ينظم استخدام المياه في هذه البقعة من العالم حيث يعتبر نهر الفرات الذي يمر في هذه المنطقة من أهم الأنهار في العالم نظراً لأهميته التاريخية حيث نشأت على ضفافه أول حضارة يرجع تاريخها إلى خمسة آلاف سنة قبل الميلاد هي الحضارة السومرية ولكن هناك أقواماً أخرى سكنت على ضفاف الفرات قبل هذا التاريخ حيث أن الأساطير تذكر لنا أن أول موطئ قدم للإنسان في التاريخ كان في هذه البقعة من العالم .
إن نهر الفرات أحد انهر الفردوس الأربعة التي وردت في سفر التكوين حيث أنه يحمل مع توأمه نهر دجلة مياه الحياة ويشكلان أصل الحضارات التي ازدهرت في أرض ما بين النهرين منذ الأزمنة السحيقة.
ولدلالة على ارتباط الأنهار، بما تمثله من كونها موارد طبيعية، مع الحضارات ونشوئها نذكر قول الباحث فكتور كوزين: » أعطني خريطة لدولة ما ومعلومات وافية عن تلك الدولة من ناحية موقعها ومناخها ومائها ومظاهرها الطبيعية الأخرى ومواردها وإمكاناتها الطبيعية بعد ذلك سيكون بإمكاني على ضوء كل ذلك أن أُحدِّد لك وفقاً لهذه المعلومات أي نوع من الإنسان يمكن أن يعيش في هذه الدولة وأي دور يمكن أن تلعبه هذه الدولة في التاريخ وكذلك الدور الذي يلعبه الإنسان الذي يعيش ضمن هذه الدولة«. ليس هذا الحكم قائماً على مجرد الصدفة بل هو قائم على أساس الضرورة التي تحتمها البيئة ولا ينطبق ذلك على فترة واحدة محددة من تاريخ حياة الدولة بل ينطبق على جميع مراحلها وفتراتها.
لقد ورث السومريون من أسلافهم العبيديين منظومة ري متكاملة وقاموا بتطوير هذه المنظومة لدرئ فيضانات نهر الفرات دون تدمير مزروعاتهم وأقاموا أول سد عرفه التاريخ وهو السد الغاطس الذي أنشأه (أبو ناتم) أحد ملوك لكش وذلك في منتصف الألف الثالث قبل الميلاد على الجداول الرئيسية في لكش المسماة (كيرسو) وقد وجد في مقبرة الملكة سميراميس ملكة آشور مخطوطة يعود تاريخها إلى 2200 سنة قبل الميلاد تتحدث على لسانها بقولها: (أنني استطعت كبح جماح النهر القومي ليجري وفق رغبتي وسقت مائه لإخصاب الأراضي التي كانت من قبل بوراً غير مسكونة).
وفي سنة 2400 قبل الميلاد أنشأ (انيمتنا) سداً آخراً لدرئ فيضان الفرات حيث كان اهتمام البابليين عظيماً بالزراعة بعد أن ورثوا عن أسلافهم حضارة متكاملة كان أساسها الزراعة وقد عانوا كما عانى أقرانهم من طغيان الفرات - حيث ورد ذلك في كتاباتهم - واهتم حمورابي في 1792 قبل الميلاد بشؤون الري واستخدم البابليون منخفض الحبانية وأبو دبس لدرئ فيضان الفرات واتسم عهد الكلدانيين أيضاً بتطوير منظومات المياه من نهر الفرات وقد استمر سكنة ضفاف الفرات في تطوير الري والاعتناء بالزراعة وما من حضارة ازدهرت في العهد القديم إلا وكانت الزراعة أحد أركانها الأساسية.
عند سقوط الدولة العباسية على يد (هولاكو) في عام 1258 والذي دمّر بغداد وخرّب السدود وشبكات الري تراجعت الزراعة بشكل كبير ورافق كل ذلك المجاعة والموت والأمراض التي حصدت أعداداً كبيرة من سكان الفرات في حين أسهم تخريب السدود في حدوث الفيضانات التي جلبت الخراب والموت لأهالي بغداد وكان هذا تحديداً في أعوام 1621، 1633، 1656، 1786، 1822، 1831، 1892، 1895 وهناك بعض الدراسات أجريت خلال القرن الثامن عشر وبداية القرن التاسع عشر حول نهر الفرات كان أبرزها رحلة (جيزاني) الأولى ما بين 1830- 1831 في نهر الفرات وكان هدف الرحلة تسيير السفن البخارية عبر نهر الفرات للنقل التجاري وفي عام 1836 أُعيدت المحاولة من جديد وتم خلالها التوصل إلى عدم صلاحية نهر الفرات للملاحة وفي عام 1908 استكملت رحلة (جيزاني) من خلال السير وليم كوكس الذي انتدبته الحكومة العثمانية لأجل تطوير مشاريع الري في العراق مثل: مشروع سدة الهندية، مشروع بحيرة الحبانية، مشروع سد الفلوجة، مشروع وادي الثرثار، وهذه المشاريع في مجموعها تقع جنوب مدينة بغداد.
وفقاً لهذا يتبين لنا أنه لم تسبق حضارة ضفاف الفرات أية حضارة أخرى في حوض الفرات ولم تستثمر مياه الفرات بقدر استثمارها في صنع الحضارات في العراق ولم تسكن مجموعة بشرية في حوض الفرات في التاريخ القديم والحديث بحجم المجموعات البشرية في العراق.
أن نهر الفرات يقع بين خطي عرض 31-41 درجة شمالاً ويبلغ أكبر امتداد له في العراق مسافة 1200 كم وهكذا فإن الفرات مرتبط تاريخياً بأرض العراق.
كان دور الماء ومنذ الأزل بالغ الأهمية في تحديد استقرار التجمعات البشرية وكان أحد عوامل الصراع الذي بدأ مع بداية الخليقة لكنه لم يصل في أحواله إلى ما نحن عليه الآن ومستقبلاً كمصدر للصراعات والمساجلات والحروب فالماء سر الحياة وهو سر التكوين وبداية الخليقة وتاريخياً تذكر لنا جميع الأساطير أن الماء هو الوجود ومنه انبثق كل شيء وما دوّنه البابليون في ملحمة التكوين البابلية (الاينو ما ايليش) مطلع الألف الثاني قبل الميلاد لا يختلف في هذا السياق عما جاء في الأساطير السومرية.
وقد كان البابليون يعتقدون أن للفرات إلهاً وحينما يغضب على رعيته يعاقبهم بالطوفان وكانت هذه الرعية تنذر إليه وتتضرع له لئلا يغضب عليها وقد عثر على رقيم بابلي فيه خطاب موجه إلى نهر الفرات ومما جاء فيه:
(أيها النهر يا خالق كل شيء، حينما حفرتك الآلهة العظام قد أقاموا أشياء طيبة على شطآنك وأنعموا عليك بفيض من المياه لا نظير له والنار والغضب والجلال والرهبة، أنت الذي تقضي في قضايا الناس).

## أزمــة الميـــاه في المنطقـــة
إن المياه تغطي أكثر من ثلاثة أرباع الكرة الأرضية إلا أن الصالح منها للاستخدام يبقى ضئيلاً مع الحاجة إليه ولأن المياه غير موزعة على حسب الحاجات فقد برزت أزمات ومشاكل عديدة في هذا الجانب وفي معظم أنحاء العالم ومنها الدول العربية.
إن معظم الدول العربية ستعاني - مستقبلاً - من أزمة حادة في المياه وهذه هي الصورة الحقيقية التي تستدعي دعم كفاية الموارد المائية في تلبية متطلبات الموازنة مع عدد السكان الآخذ بالازدياد.
إن الوضع المائي في المنطقة والعالم حرج بسبب حدة الخلافات حول تقسيم المياه، مما أثار قلقاً دولياً حيال هذه المسألة، انعكس وبشكل واضح في عدة مناسبات وفي عدة مؤتمرات عقدت لدراسة هذه المشكلة وإمكانية وضع الحلول المناسبة لها، فقد عقد مؤتمر (قمة الأرض) في (ريودوجانيرو) في البرازيل ومؤتمر (برلين) ومؤتمر السكان في» القاهرة«وكذلك مؤتمر (إسطنبول) وغيرها من المؤتمرات التي تكررت فيها تحذيرات منظمة الأمم المتحدة للعالم من نقص المياه والتلوث البيئي في المدن الكبرى على وجه الخصوص.
فقد أشار التقرير الافتتاحي لمؤتمر إسطنبول إلى أن أكثر من مليار ونصف المليار (من البشر) سيواجهون في العام (2025) ظروفاً تهدد حياتهم وصحتهم بالخطر إذا لم يتم اتخاذ تدابير جذرية لحل المشكلات المتفاقمة في هذا المجال وانعكاسات ذلك على زيادة الفقر والتشرد والبطالة وانهيار القيم الاجتماعية لمجاميعهم الكبيرة.
لقد قدر التقرير عدد الوفيات الناتجة من تناول مياه الشرب الملوثة في كافة مدن العالم الثالث بعشرة ملايين حالة وفاة سنوياً ولا تقتصر شحة المياه على مدن المنطقة بل تشمل مدناً أوروبية عديدة حيث تقدر إحصائيات الأمم المتحدة عدد الذين لا يحصلون على مياه الشرب الصحية بأكثر من مليار إنسان.
إن سبب هجرة أكثر من 25 مليون إنسان سنوياً هو تدهور ظروف الحياة وانهيار التوازن البيئي في أماكن سكناهم حتى صار هؤلاء يسمون بـ (لاجئي البيئة) نظراً لارتباط هجرتهم بعوامل التصحر والجفاف والتلوث وزيادة مشاكل البطالة والفقر.
ان علماء المناخ والمتخصصين يقرعون ناقوس الخطر من ارتفاع حرارة الأرض حيث يعتقد أن هناك علاقة مباشرة له بحالات الجفاف في المناطق التي لم تشهد حالات جفاف من قبل كالشمال الأوروبي.
كما أن الأمم المتحدة خصصت يوماً في السنة هو يوم 22 آذار أطلقت عليه اسم اليوم العالمي للمياه بهدف جلب انتباه العالم إلى المخاطر الناجمة عن إهمال قضية المياه أو العبث بها. ولقد تم إنشاء المجلس العالمي للمياه كأكبر منظمة غير حكومية تعنى بدراسة الشؤون المائية بما فيها شحتها والمحافظة على نوعيتها وإيجاد وتطوير أسس وأطر موحدة عالمياً لمعالجة المشكلة المائية برمتها.
إن المشكلة كبيرة جداً وتستدعي الاهتمام حيث يعاني 40% من سكان الأرض موزعين في 89 بلداً من درجات متفاوتة من شحة المياه وللتغلب على هذه المشكلة نشر البنك الدولي لشؤون البيئة تقريراً مفاده: إن المجتمع الدولي قد رصد مبلغاً مقداره (600) مليار دولار وهو رقم خيالي قياساً مع إمكانيات الدول الفقيرة لتأمين الحصول على المياه. والتي تعد أكثر قرباً من مواطن أزمة المياه وتلوثها.
ويبرز التقرير نفسه أن الشرق الأوسط والشمال الأفريقي هما أكثر مناطق العالم تعرضاً لنقص المياه البالغ 40% للشخص الواحد وسترتفع النسبة إلى حوالي 80% في العام (2025) حيث ستبلغ حاجة الفرد (6670) متراً مكعباً في السنة بعد أن كانت (3430) متراً مكعباً في 1960.
إن الخصائص الديموغرافية والسياسية هي التي تجعل منطقتي الشرق الأوسط والشمال الأفريقي محط اهتمام الدراسات حول مشكلة المياه فسكان المنطقة يشكلون 5% من مجمل سكان الأرض في حين تمثل المياه المتجددة المتاحة للاستعمال 1% فقط من مجموع مياه الأرض العذبة وتقدر حصة الفرد الواحد من المياه بحوالي 1250 متراً مكعباً في السنة علماً ان التوزيع السكاني بين بلدان المنطقة هذه لا يتناسب مع توزيع المياه في حين ترتفع نسبة النمو السكاني إلى 3% في السنة الواحدة.
إن هذا الواقع يسبب وبشكل واضح زيادة في المنافسة للحصول على الكميات المطلوبة من المياه لتحقيق مستوى حياة صحية معقولة أما في وقتنا الحالي فيقدر البنك الدولي عدد السكان الذين لا يحصلون على مياه شرب صحية في المنطقة بـ (45) مليون وعدد السكان المحرومين من أنظمة الصرف الصحي بـ (8) ملايين نسمة ويتوقع أن ترتفع هذه الأرقام بسرعة تزامناً مع سرعة التزايد السكاني وتلكؤ التنمية الاقتصادية والاجتماعية في العديد من البلدان.
إن تلكؤ التنمية الاقتصادية والاجتماعية يؤدي بالضرورة إلى إفقار مئات عديدة من السكان. بل إن جميع من يعملون في مجالات البيئة وبمختلف مشاريعهم يركزون على شعار أساسي هو: (فكر كونياً وانشط محلياً) ومعلوم أن هذا ليس شعاراً اعتباطياً أو عشوائياً بل إنه شعار يضع مسؤولية حماية البيئة على عاتق الإنسان كفرد وكمجتمع، فإضافة إلى المسؤوليات التي تتحملها الدول يلعب الأفراد والمجاميع المحلية المختلفة دوراً أساسياً في العمل على منع التلوث والحفاظ على جمال البيئة ونقائها بما ينسجم وحجم الدور المطلوب في هذا الشأن ولما فيه خير الإنسان الذي حباه الله جل جلاله بهذه النعمة والكثير من النعم.
لابد لنا من إضاءة جانب المشكلة في منطقتنا ولعل هناك من يفكر وهو محق بان المنطقة تتميز بانتهاكات مفجعة لحقوق الإنسان، والحروب تجعل التفكير بالبيئة شيئاً من الترف، ان هذه المنطوقة صحيحة ولكن لا بد من معرفة ان العمل في سبيل البيئة النقية لا ينفصل عن النضال من أجل الحقوق الإنسانية للإنسان والعيش بكرامة وحرية.
إن الإنسان المعاصر لا يستطيع ولا يمكن له مهما ضاق مجال اختصاصه ان يعيش منعزلاً عن مصير الآخرين، فمثلاً نرى أن تعاون الدول المتشاطئة لابد منه لتجنب الكوارث التي من الممكن أن تحل بشعوبها نتيجة الخلافات ومن ثم الاحتراب على تقسيمات الحصص المائية لكل من تلك الدول علماً أن العالم في بدايات القرن المقبل سيتعرض إلى انفجار سكاني وبطبيعة الحال سيؤدي هذا الانفجار السكاني إلى زيادة في استهلاك كل شيء وفي مقدمة ذلك المياه الضرورية للزراعة والاستعمال البشري.
إن العوامل المؤثرة والمحركة للأزمة حول المصادر المائية بين الدول لم تتمحور حول جانب واحد كالجانب الاقتصادي أو السياسي بل تتداخل الجوانب مع بعضها بحيث أن الفصل بين محركات الأزمة يسبب أزمة وحده وهذا عائد إلى تشابك المصالح الإقليمية والدولية وبروز مظاهر النظام العالمي الجديد.
إن ضمان استمرارية تدفق المياه هو أحد الأهداف الحيوية والأساسية لأية دولة، وقد احتلت مسألة الأمن المائي خلال السنوات الأخيرة الماضية المكانة الأولى في سلم الأولويات وأصبح الحديث عنها لا يقل عن أهمية الحديث عن الأمن العسكري ويكاد يزداد الأمر تعقيداً بالنسبة للشرق الأوسط وخاصة الجزء العربي منه الذي تشكل الصحراء فيه حوالي 43% من مساحته في حين لا تتجاوز نسبة الأراضي الصالحة للزراعة فيه الـ4،9% من إجمالي مساحته ويرى المحللون بان ندرة المياه في المنطقة هذه قد تؤدي إلى احتمال توتر الأوضاع ونشوب حروب إقليمية في المستقبل.

## صـــراع الميـــاه
وقد تتمحور المشكلة حول الجدلية القائمة بين محدودية الموارد المائية وازدياد الحاجة إلى الماء في مختلف البلدان، إضافة إلى ذلك تخلف طرق الاستهلاك المائي وغياب التخطيط الاستراتيجي له في منطقتنا. مع الأخذ بنظر الاعتبار زيادة نسبة النمو السكاني إلى 3% عن معدلاته.
إن الدور السياسي والاستراتيجي والاقتصادي سيزداد خلال العقود المقبلة على مستوى العالم بصفة عامة وتشير كل الدلائل إلى أن مستقبل المياه في المنطقة هو في غاية الخطورة؛ حتى أن الكل يجمع على أن الصراع على المياه هو السمة التي سوف يتميز بها العقد القادم في المواجهة بين العرب وإسرائيل من جهة، ومن جهة أخرى بين العرب ودول الجوار المتمثلة بتركيا وإثيوبيا باعتبار أن تركيا تمتلك أطول حدود مع دولتين هما سوريا والعراق وتشترك معهما في منابع دجلة والفرات، كما أن أثيوبيا ينبع منها نهر النيل الذي يخترق أراضي دولتين عربيتين هما السودان ومصر.
إن ما يثير في هذا الأمر هو التحرك الإسرائيلي والدور الذي تلعبه الصهيونية باتجاه التحالف مع دول المنبع للتنسيق معها لإشعال الأزمة بين دول المنطقة ومن ثم إلهائها عن هدف الصراع الحقيقي.
إن إدراك الصهيونية العالمية المتمثلة بدويلة إسرائيل لمدى أهمية المياه للمنطقة هو المحور الذي تبني عليه سياساتها المستقبلية حيالها؛ عالمةً بأن الوطن العربي تصل مساحته إلى 9% من إجمالي مساحة العالم ويضم تجمعاً بشرياً يعد الخامس في العالم، في حين لا تتجاوز موارده المائية الـ74% من الموارد المائية في العالم وبذلك تكون موارده المائية غير كافية لسد حاجته.
وعليه فإن الأمن المائي العربي سيحتل موقعاً متقدماً على قائمة أولويات ومكونات الأمن القومي العربي خلال السنوات القليلة القادمة وأن مشكلة المياه ستبقى إحدى معوّقات التوصل إلى سلام حقيقي في الشرق الأوسط وربما ستشكل الحالة هذه الورقة المهمة في الصراع بين المنطقة وإسرائيل
النمو السكاني وتطوير الموارد المائية في الشرق الأوسط
مثلما هو معروف فإن الحاجة إلى المياه تزداد طردياً مع الزيادة السكانية في العالم، فحصة الفرد السنوية من المياه تتعلق بحجم الاستخدام المنزلي وبمقدار الاستثمارات الزراعية والصناعية في البلد ولكن يتحدد ذلك بوفرة المياه المتجددة سنوياً ومما لا شك فيه إن هناك اعتبارات أخرى قد تلعب دوراً في هذا التجديد.
تحدد الحاجات المائية ببعض العوامل منها النمو السكاني حيث تزداد الحاجات المائية بزيادة عدد السكان وهذه تترافق حتماً مع زيادة المساحات المزروعة والتي بدورها تحتاج إلى حجم أكبر من المياه لأغراض الري.
إن هذه الزيادة المطلوبة للزراعة تتعلق كذلك بنوع الزراعة وكذلك حجم تطور وسائل الري الحديثة بالإضافة إلى الموقع الجغرافي. فمثلاً في البلدان الحارة تكون متطلبات الري أكبر منها في المناطق الباردة وتتوقف حصة الفرد السنوية من المياه على وفرة المياه ومقدار الاستخدام.
ومن العوامل المهمة الأخرى التي تحدد الحاجات المائية هو مستوى تطور القطاع الزراعي الذي يعتمد على طرق الري لأن الطرق التقليدية أصبحت متخلفة لأنها تسبب هدراً كبيراً للمياه، فعلى سبيل المثال إن المياه التي تلزمنا لري هكتار واحد من الأرض المزروعة لو سقيناه بالطرق التقليدية لاحتجنا إلى 12 ألف متر مكعب في حين أننا لو استخدمنا الطرق الحديثة لري نفس المساحة فلا يلزمنا لذلك غير 7500 متر مكعب وهذا يتعلق كذلك بنوع النبات المزروع فكلما كانت النباتات شرهة للمياه زادت الحاجات المائية؛ لهذا فلا بد من اختيار نوع وصنف النبات قبل الزراعة لغرض حساب احتياجاته وعلى سبيل المثال فإنه يلزمنا لإنتاج طن واحد من القمح 5000 متر مكعب في حين يلزمنا لإنتاج طن واحد من القطن 7500 متر مكعب ونفس الحالة تنطبق على القطاع الصناعي فمثلاً نحتاج لإنتاج طن واحد من الورق إلى 100 ألف غالون من الماء بينما نحتاج لإنتاج طن واحد من الألمنيوم إلى 98.300 غالون من الماء، والحديد يتطلب 62.600 غالون للطن الواحد.
أما العامل الثالث الذي يحدد الحاجات المائية فهو درجة التحضر السكاني ففي البلدان المتقدمة تكون حصة الفرد اليومية من المياه مرتفعة قياساً مع الدول النامية فمثلاً في الولايات المتحدة تكون حصة الفرد 568 وفي الدنمارك 340 وفي اليابان 303 لترات في اليوم الواحد وتعتمد هذه الحاجات على حجم المدن، وفي القرى والضواحي يكون حجم الاستهلاك المائي أقل.
إن نسبة التحضر في البلدان لا بد من أخذها بنظر الاعتبار في احتساب الاحتياجات المائية فنسبة التحضر في العراق قياساً بعدد سكانه مرتفعة لذلك فإن متطلبات السكان أكبر، وحصة الفرد في تركيا تتجاوز الـ4000 متر مكعب سنوياً في حين لا تزيد في كل من سوريا والعراق عن 1700، 2400 متر مكعب سنوياً على التوالي.
ومثلما نعرف فإن حاجة القطاع الزراعي للمياه تعتبر الأكبر بين القطاعات الإنتاجية خاصة في دول العالم النامي التي يشكل الإنتاج الزراعي القسم الأعظم من إنتاجها القومي وبالطبع تختلف متطلبات الإنتاج تبعاً للمساحة والأصناف النباتية وطرق الري إضافة إلى نسبة العاملين بالقطاع لذا فإن هذه الحاجات المائية تشير بشكل واضح إلى حدوث أزمة بالمياه في الشرق الأوسط يمكن أن تجر المنطقة إلى حروب بسبب نقص المياه وزيادة الطلب والذي يعود إلى زيادة عدد السكان وتراجع مناسيب موارد المياه عن معدلاتها السابقة إضافة إلى عامل التلوث للبيئة المائية لذا فالحاجة باتت ماسة إلى تطوير الموارد المائية وتقنينها عبر الاستخدام الأمثل لهذه الموارد ولقد حظيت أبحاث تطوير الموارد المائية باهتمام المختصين الباحثين باعتبارها الحل الأمثل لزيادة هذه الموارد إضافة إلى تلافي الصراعات والحروب المحتملة التي قد تحدث بسبب نقص المياه وقد أسفرت بعض الاقتراحات والدراسات عن إيجاد حلول لتطوير الموارد المائية في المنطقة وذلك عبر بناء شبكات لنقل المياه إلى دول المنطقة التي تعاني أزمة حقيقية في مواردها الحالية أو في المستقبل وقد لاقى البعض من هذه الاقتراحات الترحيب في دول المنطقة في حين لاقى القسم الآخر منها جملة من الانتقادات بسبب الكلفة العالية أو بسبب عدم إمكانية تنفيذ المشاريع لأسباب سياسية تتعلق بالاعتبارات الاستراتيجية لدول المنطقة. هذا إضافة إلى خشية دول المنطقة من استخدام المياه كسلاح ضدها مستقبلاً من قبل الدول المصدرة للمياه أو الدول التي تمر عبرها شبكة المياه نظراً لعدم وجود ضمانات دولية كافية وملزمة تردع الدول التي قد تقوم باستخدام المياه كسلاح ضد دول أخرى فالقانون الدولي لازال قاصراً وليس له صفة الإلزام للدول الموقّعة عليه.

## أهم المشاريع للحفاظ على المياه
أولاً مشروع سحب كتل جليدية من القطب إلى دول الخليج، فالقسم الأعظم من المياه العذبة يقع ضمن المنطقة المتجمدة من الكرة الأرضية وهو غير قابل للاستخدام في الوقت الحاضر على الأقل لذلك يقترح البعض استغلال هذه الموارد وذلك عبر سحب كتل من الجبال الجليدية من القطب الجنوبي إلى دول المنطقة عبر البحار وبعد ذلك تذويب هذه الكتل واستغلالها باعتبارها مياهاً عذبة، لكن هذا الاقتراح لم يلقَ القبول التام نظراً لكلفته العالية إضافة إلى ذوبان القسم الأكبر منه أثناء فترة النقل عبر البحار وبسبب فارق درجات الحرارة العالية واختلاف المناطق.
أما المشروع الآخر فهو النقل البحري للمياه من الباكستان إلى دول الخليج، وذلك يتم بواسطة البواخر العملاقة وهذا المشروع المقترح يمكن أن نقول عنه أنه قابل للتنفيذ في حال انخفاض الكلفة بالقياس بتحلية مياه البحر الذي تعتمده دول الخليج، وكذلك هناك مشروع ثالث وهو مد خط أنابيب بطول 70 كم عبر البحر العربي بعمق 600 متر تحت سطح البحر لنقل المياه بمعدل 520 الف متر مكعب باليوم من نهر منغوي الباكستاني إلى الإمارات العربية المتحدة وتمت دراسة هذا المشروع من قبل شركة بريطانية.
ومن بين المشاريع الأخرى مد خط أنابيب بين إيران وقطر لنقل المياه من نهر الإيراني إلى قطر وذلك لغرض تعزيز العلاقات بين إيران ودول مجلس التعاون الخليجي ولكن هذا المشروع معطل ولم يباشر به مثل باقي المشاريع للمخاوف التي تحاول الولايات المتحدة إثارتها لدى قيادات المنطقة من الدور الإيراني في المنطقة.
أما المشروع الآخر فهو مشروع مد شبكة أنابيب من تركيا إلى دول المنطقة وهو الذي يسمى بمشروع أنابيب السلام الذي اقترحته تركيا لتزويد دول المنطقة بستة ملايين متر مكعب يومياً من مياه نهر سيحون وجيحون وما يعيق تنفيذ المشروع هو الكلفة العالية له والعامل السياسي. أما مشروع مد خط الأنابيب بين السعودية والسودان على أن يتم ذلك عبر البحر الأحمر لتزويد السعودية بالمياه من نهر النيل فممكن أن نقول عنه بأنه مشجع لكن حرب الخليج الثانية التي أهدرت الكثير من الأموال حالت دون تنفيذ هذا المشروع رغم أن كلفة نقل متر مكعب واحد من المياه تعادل 29 سنتاً وهو أقل من كلفة تحلية مياه البحر إضافة إلى أن السودان دولة عربية لا تسعى مستقبلاً لاستخدام المياه كسلاح ضد دولة عربية أخرى كما يعتبر المشروع خطوة نحو التكامل الاقتصادي ويساعد في حل مشكلة السودان الاقتصادية.
إضافة إلى ما ذكرنا من مشاريع مقترحة فإن هناك مشروعين آخرين جرى التفكير بهما الأول هو مد خط أنابيب من العراق إلى الأردن حيث جرت مباحثات بين الجانب الأردني والجانب العراقي حول إمكانية مد خط أنابيب من نهر الفرات إلى الهضبة الشمالية للأردن لكن الشكوك أحاطت بالجدوى الاقتصادية للمشروع وإمكانية تمويله نتيجة طول المسافة ووعورة التضاريس وارتفاع التكاليف حيث بيّنت الدراسة لهذا المشروع أن تكاليفه ستكون بحدود مليار دولار لنقل 160 مليون متر مكعب سنوياً وأن كلفة نقل المتر المكعب الواحد من مياه الفرات إلى الأردن تقدر بنحو نصف دولار في الخط الشرقي وبنحو دولار واحد في الخط الغربي.
والمشروع الأخير هو مد أنابيب من العراق إلى الكويت حيث قامت بأول دراسة لهذا المشروع شركة بريطانية عام 1953 وفي بداية السبعينات باشرت شركة سويدية بدراسة المشروع تبعتها أخرى فرنسية في مطلع الثمانينات وقدرت الدراسة أن يتم نقل ما يعادل 6165 متراً مكعباً من المياه يومياً منها 1850متراً مكعباً من شط العرب و 4315 متراً مكعباً من نهر دجلة وقد وقعت الكويت في آذار 1989 اتفاقية مع العراق لنقل المياه من جنوب العراق بحجم يتراوح ما بين 550 -1200 مليون غالون يومياً أي ما يعادل 5,2 مليون متر مكعب باليوم كمرحلة أولى وفي المرحلة الثانية بحجم 700 مليون غالون يومياً من مياه الشرب، 500 مليون غالون باليوم للري وتقدر كلفة المشروع بـ5،1 مليار دولار ومدة التنفيذ تستغرق 10 سنوات ولكن المشروع جُمِّد في حينه بسبب الحرب العراقية - الإيرانية ومن ثم حرب الخليج الثانية إضافة إلى الابتزاز الذي مارسه النظام العراقي مع الكويت لغرض تنفيذ المشروع.
هذه مجمل المشاريع المطروحة والتي كان الغرض منها نقل المياه إلى دول المنطقة وهناك تصورات أخرى حول إمكانية استغلال ناقلات البترول العملاقة لنقل المياه وذلك عن طريق ضخ كتلة من غطاء النايلون البلاستيكي ضمن خزاناتها لغرض تغطية جدران الخزانات الداخلية ولا بد من استغلال الأنابيب الحالية لنقل المياه بين دول المنطقة بعد إجراء التعديل اللازم عليها. كذلك طرحت فكرة لتحويل نهري سيحون وجيحون ليُصبّا في نهر الفرات ومن خلاله يتم نقل المياه إلى دول الخليج عبر العراق وذلك بكلفة أقل، بواسطة تنفيذ مشروع أنابيب السلام وكذلك تقليل نسب التبخر من المسطحات المائية باستخدام مواد زيتية أو مواد بلاستيكية لتغطية المسطحات المائية الكبيرة بُغية تقليل نسبة التبخر.
والدراسة في هذا المجال لا زالت تلاقي الفشل وذلك لأن الأمواج في البحيرات والأنهار تكسر الغشاء الزيتي الرقيق وتبدده مما يحول دون أداء مهمته.
كما أن الظروف السياسية بعد حرب الخليج الثانية وانقسام دول المنطقة ولجوئها إلى إقامة علاقات خارجية على حساب الدول المجاورة الأخرى، والتدخل العسكري والتواجد الدائم للقوات الأجنبية في المنطقة جعل مجمل هذه المشاريع بحكم المؤجلة إلى حين تغيير الظروف الحالية، كما أن الدول الخليجية التي كان باستطاعتها تنفيذ مثل هذه المشاريع تعاني حالياً من عجز في ميزانياتها، ووجود أولويات في قوائم هذه الميزانيات السنوية جعل من هذه المشاريع ليست مؤجلة فحسب وإنما ملغية.

## كيـــف نتعــامـل مع أزمــة الميـــاه
وبعد أن استقصينا جوانب الأزمة، والمشاريع العملية وغير العملية المقترحة لحلها، لا بد أن نعرّج على كيفية التعامل مع مشكلة قائمة في أكثر الدول الإسلامية ولا سيما المنطقة العربية عموماً، مع وجود فائض مائي في بعض هذه الدول، والذي يمكن من خلاله إيجاد نوع من التوازن في التوزيع حسب حاجات هذه الدول، كما أن أغلب الدول التي تعاني أو ستعاني من نقص المياه في المستقبل القريب هي من الدول الغنية بالبترول، وبإمكان هذه الدول توظيف هذه الثروة في سبيل توفير موارد المياه لمناطقها وضمان مستقبلها في سد هذه الحاجة الضرورية لإدامة الحياة فيها.
وقد طرح بعض العلماء المعاصرين حلولاً لأزمة المياه والآثار التي تترتب عليها (راجع كتاب: البيئة للإمام محمد حسن الشيرازي) حيث عرض جوانبا هامة لهذه الأزمة، كقضايا التلوث المائي وتقسيم المياه. يخلص الكتاب إلى إن حل أزمة المياه في المنطقة هو حل داخلي يجب أن تعيه دول المنطقة وتشرع في خطط عملية لتأمين هذا المورد الحياتي المهم.

## الزحف الصحراوي
زحف الصحاري يؤدي إلى تدمير الأراضي الزراعية والغابات، وأفريقيا القارة الأكثر تضررا من هذه الظاهرة. إن ظاهرة التصحر تهدد مائة وعشرة دولة في العالم ويتضرر بسببها حوالي مائتين وخمسين مليون نسمة، وإن ما يسمّى بالزحف الصامت للصحاري يسبب خسائر اقتصادية تقدّر بنحو 42 مليار دولار سنويا منها تسعة مليارات في أفريقيا وحدها.
وذكر التقرير أن عوامل التصحر أصابت نحو مليار وتسعة أعشار المليار هكتار من أراضي العالم منها نحو خمسمائة وخمسون مليونا في آسيا ونحو خمسمائة مليون في أفريقيا مسبّبة خسائر عالمية سنوية تقدر باثني عشرة مليار دولار.
وحذر من خطورة التدهور المستمر للأراضي الزراعية وعمليات إزالة الغابات وتعرية الأراضي الصالحة للزراعة المتزامنة مع الزيادة المستمرة في أعداد السكان وما تفرضه من تحد كبير فيما يتعلق بضرورة تحقيق الأمن الغذائي.
ونبّه من أنه إذا استمر خطر التصحر على هذا النحو فسوف ينكمش نصيب الفرد من الأراضي الصالحة للزراعة إلى أربعة أعشار بالمائة هكتار فقط بحلول عام 2010 في مقابل ثمانية وخمسة الأعشار بالمائة من الهكتار للفرد الواحد حاليا.
كما حذّر من مخاطر استغلال الأراضي الزراعية المحيطة بالمدن والمناطق الريفية في أغراض غير زراعية ودعا الحكومات إلى دعم سكان المناطق الريفية باعتبار أن ذلك من أكثر السبل الفعالة لتخفيف الضغط على الأرض.
ويعتبر الجفاف أحد أسباب التصحر لكن الجانب الأكبر منه يأتي من خلال الممارسات البشرية الخاطئة تحت ضغوط سكانية واقتصادية وسياسية.
وأوضح تقرير برنامج الأمم المتحدة للبيئة أن المزارعين في دول العالم الثالث، والذين لا يوجد أمامهم أي خيار آخر لإطعام عائلاتهم، يقومون باقتلاع الأشجار في مساحات واسعة من الغابات الاستوائية لزراعة محاصيل غذائية وبعد أن يتم استنزاف التربة ببعض المناطق في مواسم معينة يتم الانتقال إلى منطقة أخرى من الغابة.
وأكّد أن نحو ثلاثمائة وخمسين مليون شخص خاصة في الدول الاستوائية يعيشون بفضل أنشطة زراعية وصناعية قائمة على هذه الغابات. وأشار إلى أن ظاهرة التصحّر تؤثر على حوالي مائتين وخمسين مليون نسمة ويتعرض لخطرها مليار آخر من البشر يشكلون خُمس سكان العالم. وتعتبر أفريقيا القارة الأكثر تضررا من مشكلة الجوع في ربع القرن الأخير، ويرجح خبراء البيئة ذلك للجفاف الحاد الذي تشهده القارة منذ الثمانينيات.
وأشار التقرير إلى أن أفريقيا تخسر نحو ستة بالمائة من مساحة الغابات سنويا أي ما يعادل حوالي ثلاثة ملايين وثلاثة أعشار المليون هكتار، وأن زحف الصحاري أدّى إلى زيادة كبيرة في مساحة الأراضي الجافة التي تمثل حاليا نصف مساحة القارة مما ألحق أضرارا بالغة بحياة نحو ثلاثمائة مليون نسمة يمثلون أربعين بالمائة من سكان القارة. وذكر أن حوالي أربعة وخمسين بالمائة من الأفارقة محرومون من مياه الشرب النقية وستة وستين المائة محرومون من مرافق الصرف الصحي.
ويعد التصحر من أخطر المشكلات البيئية التي تواجه دول المنطقة العربية التي تقع معظم أراضيها في المنطقتين الجافة وشبه الجافة، وحذر البرنامج الإنمائي للأمم المتحدة أن المنطقة العربية تُعد من أكثر المناطق جفافا في العالم حيث تعاني أحد عشرة دولة من مشكلات نوعية مياه الشرب والزراعة.
وتشمل ظاهرة التصحر في الوطن العربي جوانب عديدة أهمها الانجراف المائي في مناطق محدودة خلف السدود أو في الحقول الزراعية.
وفي هذا الصدد يشير المختصون إلى أن عدم الالتزام بالإرشادات الزراعية أدّى إلى تدنّي خصوبة الأراضي وخروج مساحات واسعة من الخير الزراعي وفقدان العناصر الغذائية مما أدّى إلى انخفاض القدرة الإنتاجية للأراضي وتدهورها بدرجات مختلفة، كما أن المسائل المتعلقة بطبيعة المناخ في الوطن العربي أدّت بشكل رئيسي لزيادة التصحر في أراضي الوطن العربي بسبب الجفاف الذي يستمر عدة فصول.
يُذكر أن اتفاقية الأمم المتحدة لمكافحة التصحر في باريس التي وقّعتها الدول العربية عام 1994 تهدف إلى تجنب عواقب التصحر طويلة الأجل مثل الهجرة الجماعية وحدوث نقص في السلالات الحيوانية والنباتية والتغيرات المناخية والحاجة إلى إرسال مساعدات عاجلة للسكان في وقت الأزمات.